# Mosaprid
{{Drugbox-lat
| Verifiedfields = 
| verifiedrevid = 462255663
| IUPAC_name = (RS)-4-amino-5-hloro-2-etoksi-N-{[4-(4-fluorobenzil)morfolin-2-il]metil}benzamid
| image = Mosapride.png
| width = 180
| image2 = 3D Mosapride.png
| width2 =
| tradename =  
| Drugs.com = Internacionalno ime leka
| pregnancy_AU = 
| pregnancy_US = 
| pregnancy_category =  
| legal_AU = 
| legal_CA =  
| legal_UK =  
| legal_US =  
| legal_status =  
| routes_of_administration =  
| bioavailability =  
| protein_bound =  
| metabolism =  
| elimination_half-life =  
| excretion =  
| CAS_number_Ref =  
| CAS_number = 112885-41-3
| ATC_prefix = none
| ATC_suffix =  
| PubChem = 119584
| IUPHAR_ligand = 242
| DrugBank_Ref =  
| DrugBank =  
| ChemSpiderID_Ref =  
| ChemSpiderID = 106780
| UNII_Ref =  
| UNII = I8MFJ1C0BY
| KEGG_Ref =  
| KEGG = D08236
| ChEMBL_Ref =  
| ChEMBL = 60889
| C=21 | H=25 | Cl=1 | F=1 | N=3 | O=3 
| molecular_weight = 421,893 g/mol
| smiles = Clc1cc(c(OCC)cc1N)C(=O)NCC3OCCN(Cc2ccc(F)cc2)C3
| StdInChI_Ref =  
| StdInChI = 1S/C21H25ClFN3O3/c1-2-28-20-10-19(24)18(22)9-17(20)21(27)25-11-16-13-26(7-8-29-16)12-14-3-5-15(23)6-4-14/h3-6,9-10,16H,2,7-8,11-13,24H2,1H3,(H,25,27)
| StdInChIKey_Ref =  
| StdInChIKey = YPELFRMCRYSPKZ-UHFFFAOYSA-N
| synonyms =  
}}
Mosaprid je gastroprokinetički agens koji deluje kao selektivni 5HT4 agonist koji ubrzava gastrično pražnjenje i koristi se za tretman kiselinskog refluksa, sindroma iritabilnih creva i funkcionalnu dispepsiju. Njegova česta sporedna dejstva su dijareja, abdomenalni bol, vrtoglavica, konstipacija, glavobolja, insomnija, i mučnina.